# Campionato asiatico e oceaniano maschile di pallavolo 1999
Il X campionato asiatico e oceaniano maschile di pallavolo si è svolto dal 2 al 9 settembre 1999 a Tehran, in Iran. Al torneo hanno partecipato 14 squadre nazionali asiatiche ed oceaniane e la vittoria finale è andata per la terza volta, la seconda consecutiva, alla Cina.

## Sedi delle partite
I due impianti che hanno ospitato le partite sono:
|                                                                        |                                                                    |
|                                                                        |                                                                    |
| Azadi Indoor Stadium Città: Tehran Capienza: 12.000 Anno d'apertura: ? | Azadi Volleyball Hall Città: Tehran Capienza: ? Anno d'apertura: ? |

## Gironi
Dopo la prima fase, le prime due classificate del girone A e C hanno acceduto al girone E, mentre le prime due classificate del girone B e D hanno acceduto al girone F, conservando il risultato dello scontro diretto; analogamente la terza classificata del girone A e la terza e la quarta classificata del girone C hanno acceduto al girone G, mentre la terza classificata del girone B e la terza e la quarta classificata del girone D hanno acceduto al girone H, conservando il risultato dello scontro diretto. Al termine della seconda fase, le prime due classificate dei gironi E e F hanno acceduto al girone per il primo posto, conservando il risultato dello scontro diretto, mentre le ultime due classificate dei gironi E e F hanno acceduto al girone per il quinto posto, conservando il risultato dello scontro diretto; le prime due classificate del girone G e H hanno acceduto al girone per il nono posto, conservando il risultato dello scontro diretto, mentre l'ultima classifica del girone G e H ha acceduto al girone per il tredicesimo posto.
| Girone A             | Girone B                 | Girone C                             | Girone D                                 |
| -------------------- | ------------------------ | ------------------------------------ | ---------------------------------------- |
| Indonesia Iran Qatar | Cina Kazakistan Pakistan | Bahrein Corea del Sud Giappone India | Australia Kuwait Sri Lanka Taipei cinese |

## Classifica finale
| Classifica | Squadre       | Qualificazione       |
| ---------- | ------------- | -------------------- |
|            | Cina          | Coppa del Mondo 1999 |
|            | Australia     |                      |
|            | Corea del Sud | Coppa del Mondo 1999 |
| 4          | Giappone      |                      |
| 5          | Iran          |                      |
| 6          | Indonesia     |                      |
| 7          | Taipei cinese |                      |
| 8          | Pakistan      |                      |
| 9          | India         |                      |
| 10         | Corea del Sud |                      |
| 11         | Kazakistan    |                      |
| 12         | Sri Lanka     |                      |
| 13         | Qatar         |                      |
| 14         | Kuwait        |                      |